# Tour de Catalogne 1971
Le Tour de Catalogne 1971 est la 51e édition du Tour de Catalogne, une course cycliste par étapes en Espagne. L’épreuve se déroule sur 6 étapes (dont un prologue) du 14 au 19 septembre 1971 sur un total de 1 034,5 km. Le vainqueur final est l'Espagnol Luis Ocaña de l’équipe Bic, devant Bernard Labourdette et Domingo Perurena.

## Étapes
| Étape | Date         | Parcours                             | km    | Vainqueur d’étape | Leader du classement général |
| ----- | ------------ | ------------------------------------ | ----- | ----------------- | ---------------------------- |
| P     | 14 septembre | Calafell - Calafell (clm/éq)         | 19,5  | Kas               | Vicente López Carril         |
| 1     | 15 septembre | Calafell – Tarragone                 | 162,9 | Domingo Perurena  | Domingo Perurena             |
| 2     | 16 septembre | Tarragone – Manresa                  | 214,7 | Domingo Perurena  | Domingo Perurena             |
| 3     | 17 septembre | Manresa – Puigcerdà                  | 243,1 | Jean-Claude Genty | Bernard Labourdette          |
| 4     | 18 septembre | Alp - Santa Coloma de Gramenet       | 206,4 | Guido Reybrouck   | Bernard Labourdette          |
| 5a    | 19 septembre | Santa Coloma de Gramenet - Barcelone | 171,4 | Primo Mori        | Bernard Labourdette          |
| 5b    | 19 septembre | Sabadell – Sabadell (clm)            | 16,5  | Luis Ocaña        | Luis Ocaña                   |

### Prologue[1]
14-09-1971: Calafell - Calafell, 19,5 km (clm/éq) :
| Résultat du prologue \| \| Équipe \| Pays \| Temps \| \| - \| ------- \| ------- \| ----------- \| \| 1 \| Kas \| Espagne \| 23 min 12 s \| \| 2 \| Filotex \| Italie \| + 17 s \| \| 3 \| Bic \| França \| + 19 s \| |         |         |             |
| | Équipe  | Pays    | Temps       |
| 1 | Kas     | Espagne | 23 min 12 s |
| 2 | Filotex | Italie  | + 17 s      |
| 3 | Bic     | França  | + 19 s      |

### 1reétape[3]
15-09-1971: Calafell – Tarragone, 162,9 km :
|   | Cycliste         | Équipe    | Temps           |
| - | ---------------- | --------- | --------------- |
| 1 | Domingo Perurena | Kas       | 4 h 21 min 17 s |
| 2 | Guido Reybrouck  | Salvarani | m.t.            |
| 3 | José Moreno      | La Casera | m.t.            |

|   | Cycliste         | Équipe    | Temps           |
| - | ---------------- | --------- | --------------- |
| 1 | Domingo Perurena | Kas       | 4 h 20 min 57 s |
| 2 | Guido Reybrouck  | Salvarani | + 10 s          |
| 3 | José Moreno      | La Casera | + 18 s          |

### 2eétape[4]
16-09-1971: Tarragone – Manresa, 214,7 km :
|   | Cycliste         | Équipe  | Temps           |
| - | ---------------- | ------- | --------------- |
| 1 | Domingo Perurena | Kas     | 3 h 43 min 31 s |
| 2 | José Grande      | Werner  | m.t.            |
| 3 | Ugo Colombo      | Filotex | m.t.            |

|   | Cycliste            | Équipe | Temps            |
| - | ------------------- | ------ | ---------------- |
| 1 | Domingo Perurena    | Kas    | 10 h 23 min 23 s |
| 2 | José Grande         | Werner | + 25 s           |
| 3 | Bernard Labourdette | Bic    | + 37 s           |

### 3eétape[5]
17-09-1971: Manresa – Puigcerdà, 243,1 km :
|   | Cycliste            | Équipe | Temps           |
| - | ------------------- | ------ | --------------- |
| 1 | Jean-Claude Genty   | Bic    | 7 h 10 min 22 s |
| 2 | Bernard Labourdette | Bic    | + 3 min 07 s    |
| 3 | Miguel Mari Lasa    | Kas    | + 4 min 45 s    |

|   | Cycliste            | Équipe  | Temps            |
| - | ------------------- | ------- | ---------------- |
| 1 | Bernard Labourdette | Bic     | 17 h 37 min 08 s |
| 2 | Domingo Perurena    | Kas     | + 22 s           |
| 3 | Ugo Colombo         | Filotex | + 1 min 04 s     |

### 4eétape[6]
18-09-1971: Alp - Santa Coloma de Gramenet, 206,4 km :
|   | Cycliste         | Équipe    | Temps           |
| - | ---------------- | --------- | --------------- |
| 1 | Guido Reybrouck  | Salvarani | 5 h 08 min 20 s |
| 2 | Domingo Perurena | Kas       | m.t.            |
| 3 | Miguel Mari Lasa | Kas       | m.t.            |

|   | Cycliste            | Équipe | Temps            |
| - | ------------------- | ------ | ---------------- |
| 1 | Bernard Labourdette | Bic    | 22 h 45 min 25 s |
| 2 | Domingo Perurena    | Kas    | + 4 s            |
| 3 | Eduard Castelló     | Kas    | + 1 min 04 s     |

### 5eétape A[7]
19-09-1971: Santa Coloma de Gramenet - Barcelone, 171,4 km :
| Résultat de la 5e étape A \| \| Cycliste \| Équipe \| Temps \| \| - \| --------------- \| --------- \| --------------- \| \| 1 \| Primo Mori \| Salvarani \| 4 h 53 min 38 s \| \| 2 \| Luis Ocaña \| Bic \| + 2 min 57 s \| \| 3 \| Agustín Tamames \| Werner \| m.t. \| |                 |           |                 |
| | Cycliste        | Équipe    | Temps           |
| 1 | Primo Mori      | Salvarani | 4 h 53 min 38 s |
| 2 | Luis Ocaña      | Bic       | + 2 min 57 s    |
| 3 | Agustín Tamames | Werner    | m.t.            |

### 5eétape B[7]
19-09-1971: Sabadell – Sabadell, 16,5 km (clm) :
|   | Cycliste          | Équipe    | Temps       |
| - | ----------------- | --------- | ----------- |
| 1 | Luis Ocaña        | Bic       | 24 min 03 s |
| 2 | Antoon Houbrechts | Salvarani | + 43 s      |
| 3 | Felice Gimondi    | Salvarani | + 47 s      |

|   | Cycliste            | Équipe | Temps            |
| - | ------------------- | ------ | ---------------- |
| 1 | Luis Ocaña          | Bic    | 28 h 07 min 29 s |
| 2 | Bernard Labourdette | Bic    | + 20 s           |
| 3 | Domingo Perurena    | Kas    | + 37 s           |

## Classement général
|    | Cycliste            | Équipe    | Temps            |
| -- | ------------------- | --------- | ---------------- |
| 1  | Luis Ocaña          | Bic       | 28 h 07 min 29 s |
| 2  | Bernard Labourdette | Bic       | + 20 s           |
| 3  | Domingo Perurena    | Kas       | + 37 s           |
| 4  | Antoon Houbrechts   | Salvarani | + 58 s           |
| 5  | Felice Gimondi      | Salvarani | + 1 min 01 s     |
| 6  | Agustín Tamames     | Werner    | + 1 min 04 s     |
| 7  | Miguel Mari Lasa    | Kas       | + 1 min 56 s     |
| 8  | Franco Bitossi      | Filotex   | + 2 min 25 s     |
| 9  | Santiago Lazcano    | Kas       | + 2 min 34 s     |
| 10 | Enrique Sahagún     | La Casera | + 2 min 41 s     |

## Classements annexes
|   | Cycliste            | Équipe    | Points |
| - | ------------------- | --------- | ------ |
| 1 | Santiago Lazcano    | Kas       | 29     |
| 2 | Felice Gimondi      | Salvarani | 19     |
| 3 | Bernard Labourdette | Bic       | 18     |

|   | Cycliste         | Équipe    | Points |
| - | ---------------- | --------- | ------ |
| 1 | Domingo Perurena | Kas       | 11     |
| 2 | Juan Zurano      | La Casera | 11     |
| 3 | Santiago Lazcano | Kas       | 9      |

|   | Cycliste         | Équipe  | Points |
| - | ---------------- | ------- | ------ |
| 1 | Domingo Perurena | Kas     | 17     |
| 2 | Franco Bitossi   | Filotex | 37     |
| 3 | Miguel Mari Lasa | Kas     | 48     |

|   | Équipe    | Pays    | Temps            |
| - | --------- | ------- | ---------------- |
| 1 | Salvarani | Italie  | 84 h 27 min 20 s |
| 2 | Bic       | França  | + 6 s            |
| 3 | Kas       | Espagne | + 1 min 04 s     |